# Alba Nogueira
María da Alba Nogueira López, nascuda a Toba (Cee) el 7 d'agost de 1968, és una jurista gallega, professora de dret administratiu a la Universitat de Santiago de Compostel·la. És membre de la Real Academia Galega des de 2012.

## Trajectòria
Filla d'en Camilo Nogueira i na Paz López Facal, es va llicenciar en dret a la Universitat de Santiago de Compostel·la l'any 1991. Va ampliar estudis a la Universitat Catòlica de Lovaina (1992-1993) amb un Mestratge en Dret Internacional i Europeu i es doctorà el 1997. Especialista en Dret Ambiental, intervenció administrativa en l'economia i drets lingüístics, és membre de la Comissió de Llengua i Comunicació del Consello da Cultura Galega des de 2009 i forma part del consell científic de la revista catalana Llengua i Dret, de la Revista Vasca de Administración Pública i de la Revista Catalana de Dret Ambiental. És la coordinadora de la Xarxa de Recerca en Igualtat, Drets i Estat del Benestar (Armela).

### Activitat política
Com a estudiant va participar en els Comitès Oberts de la Facultat i va ser representant al Consell de Govern de la USC. Va ser membre de la Comissió Jurídica Nunca Mais i militant d'Adega. Va contribuir a organitzar AMPAS gallegues i a la Federació d'ampas de Compostel·la. Fou membre de la Junta Sectorial Universitària en nom de la Confederació Intersindical Gallega.
Sense militància política actualment, però en el passat va col·laborar amb el PSG-Esquerda Galega, el Bloque Nacionalista Galego i amb En Marea. El 2013 va ingressar al Consell Nacional del BNG.

## Obra
- Estatuto xurídico da lingua galega. Xerais, 2005 (amb n'Antonio X. Ferreira, n'Anxo Tato i en Luís Villares).
- An Alternative Economic Governance for the European Union. Centre Maurits Coppieters, Bruxelas, 2013 (amb n'Alberto Turnes i en Xavier Vence).
- Investigación e lingua. Propostas para a mellora da presenza do galego na actividade científica. Universidade de Vigo, 2014.
- Crisis, derechos sociales e igualdad (dir.), Tirant lo Blanch, 2015.
- La termita Bolkestein. Mercado único vs. derechos ciudadanos (dir.), Civitas, 2012.
- Shaping language rights: Commentary on the European Charter for Regional or Minority Languages in light of the Committee of Experts' evaluation (ed.), Council of Europe, 2012
- Evaluación de impacto ambiental. Evolución normativo-jurisprudencial, cuestiones procedimentales y aplicación sectorial (dir.), Atelier, Barcelona, 2009.
- Titularidad, competencias y fiscalidad de las aguas minerales y termales. Marco comunitario de protección ambiental (dir.), Ed. Aranzadi, 2009.
- Régimen jurídico de la selección del profesorado universitario, Atelier, Barcelona, 2004.
- Ecoauditorías. intervención pública ambiental y autocontrol empresarial, Marcial Pons, 2000.
- Participación cidadán e lexislación comunitaria ambiental, Escola Galega de Administración Pública, 1997.